# Bussoladomani (13 settembre 1978) dal vivo
(Mercoledì 13 settembre 1978) Bussoladomani dal vivo è il 2º album dal vivo di Luciano Tajoli. Il primo album dal vivo era del 1968 realizzato in Giappone e distribuito solo in Oriente e non in Italia.

## Il concerto
Il concerto da cui è stato poi tratto il disco si svolse davanti a cinquemila persone alla Bussoladomani il 13 settembre 1978. Il cantante, Luciano Tajoli, non aveva inteso ragioni: non dovevano essere presenti né la radio  né la televisione: questo avrebbe precluso fin dall'inizio la realizzazione di un disco.

## "Un disco fatto per caso"
Al concerto era però presente un ammiratore, appostatosi nelle prime file, di Tajoli che aveva portato con sé un registratore speciale e diverse musicassette per registrare l'intero spettacolo. Le due musicassette ricavate dal concerto furono poi fatte ascoltare "quasi per gioco" ai dirigenti dell'AlphaRecord che le trovarono ottime e decisero di ricavarne un doppio LP dal vivo. Poiché queste cassette erano state registrate ottimamente ma pur sempre amatorialmente durante la riproduzione del disco si può sentire qualche fruscio o qualche rumore strano. Il disco contiene anche tre inediti dal vivo. Il disco non è mai stato ristampato in CD e ciò lo rende abbastanza raro fra i collezionisti.

## Tracce
Disco 1 - lato A
1. Introduzione
2. Perdonami (Sarra - Morbelli)
3. Abito da sera (Falcomatà - Filibello)
4. Tic, tic, tic, tac (Feola - Lama)
5. Balocchi e profumi (E.A. Mario)

Lato B
1. Serenata Messicana (Devilli - Kennedy - M. Carr)
2. Luna Marinara (Bonagura - C. Moreno)
3. 'Na bugia (Gennaro Amato - Aldo Valleroni)
4. Luna rossa (De Crescenzo - Vian)
5. Anema e core (T. Manlio - S. D'Esposito)
6. Malafemmena (Totò)

Disco 2 - Lato A
1. Buona fortuna gioventù (Piccioli - Arrighini - Valleroni)
2. Dio come ti amo (Domenico Modugno)
3. Serenata Celeste (Fiorelli - Mario Ruccione)
4. Mamma (Cherubini - Bixio)

Lato B
1. E vanno (Natili - Godini)
2. Scrivilo giornalista (Tajoli - Raimondo)
3. Una rosa (elaborazione Tajoli)
4. Al di là (Mogol - Carlo Donida)
5. Tango delle capinere (Cherubini - Bixio)
6. Oi vita oi vita mia (A. Califano - E. Cannio)
7. Finale

## Formazione
- Luciano Tajoli - voce
- Sante Palumbo - tastiera
- Salvatore Fabrizio - chitarra
- Carlo Cordara - tastiera
- Marco Ratti - basso
- Luciano Maraviglia - tastiera
- Marco Fenoj - batteria
- M° Dante - percussioni
- Giorgio Baiocco - sax, flauto
- Paola Orlandi, Ornella Cherubini, Silvia Annicchiarico - cori

## Errori
- Nella cover del disco è scritto che il brano Il tango delle capinere è stato scritto solo da Cesare Andrea Bixio mentre gli autori sono Bixio Cherubini e Cesare Andrea Bixio.